# قوشچی، لاچین
قوشچی (ترکی آذربایجانی: Quşçu) یک منطقهٔ مسکونی در جمهوری آرتساخ است که در استان کاشاتاق واقع شده‌است.